# 阿卡迈科技
阿卡迈科技，簡稱阿卡迈，是一家总部位于美国马萨诸塞州剑桥市的内容分发网络和云服务提供商，是世界上最大的分布式计算平台之一，承担了全球15-30%的网络流量。该公司经营着分布于世界各地的服务器网络，主要业务为出租服务器资源（如带宽和储存空间）给那些希望通过从靠近用户的服务器来分发内容来提高自己网站访问速度的客户。
多年来，該公司的客户已包括蘋果公司、Facebook、微软、Twitter、TVB、國泰航空和healthcare.gov等。当用户浏览到Akamai客户的网站时，用戶的浏览器将被重指向到Akamai服务器上的副本，以达到提速的目的，此操作对大部分客户而言完全透明。並且可降低遭分散式阻斷服務攻擊（DDoS）的影響。
Akamai是一个夏威夷语，意思是“智能”或“聪明”。

## 历史
阿卡迈科技基于对于一致哈希的研究，以商业定位参加了由麻省理工大学（MIT）在1998年的一个奖金5万美元的竞赛，并入选决赛。到了1998年8月，他们已经开发出了可使用的模型，在乔纳森·西利格（Jonathan Seelig）和兰德尔·卡普兰（Randall Kaplan）的帮助下，他们开始准备成立公司。
在1998年末到1999年初时，一群商务专业人士加入了创始团队，在这些人当中值得一提的是时代公司旗下的新媒体公司前总裁保罗·萨根（Paul Sagan）和BBN科技前董事长兼首席执行官、IBM美国区高级副总裁乔治·康拉德斯（George Conrades）。乔治·康拉德斯于1999年4月成为阿卡迈首席执行官，他带领公司从初创企业发展到持续盈利并拥有大量现金流的大型企业。他在2005年将公司转交给保罗·萨根。阿卡迈于1999年4月启动了商业服务，并于1999年10月29日在纳斯达克上市。
在2001年7月1日，阿卡迈进入Russell 3000指数和Russell 2000指数。
2001年9月11日，阿卡迈联合创始人丹尼尔·列文在911袭击中死亡，时年31岁，当时他在乘坐的美国航空11号班机（第一架坠入世贸大厦的飞机）中被刺伤。
2005年，保罗·萨根被任命为阿卡迈首席执行官。他通过扩大公司的服务规模，努力让阿卡迈与竞争对手形成区分度。在他的领导下，公司盈利增长至13.7亿美元。保罗一直担任首席执行官直到2013年共同创始人兼现任首席执行官汤姆·莱顿(Tom Leighton)当选该职位为止。
阿卡迈总部位于肯德尔广场。他最开始只在技术广场（位于马萨诸塞州剑桥肯德尔广场附近的一个商业写字楼综合体，紧邻麻省理工学院（MIT）校园），后来公司规模扩大到了剑桥中心的多幢大楼。在2019年12月时，阿卡迈将办公室合并到百老汇145号的一幢大楼中。
2025年1月，阿卡迈发出公开信称，所有中国CDN服务都将自2026年6月30日起停用，并由腾讯云和网宿科技承接过渡服务。

## 技术

### 阿卡迈智能边缘平台
Akamai智能边缘平台（英語：Akamai Intelligent Edge Platform）是在全球范围内运营的分布式云计算平台。Akamai通过全球130个国家/地区近1,500个网络中的约325,000台服务器，部署了分布最广泛且高度分散的内容交付网络（英語：CDN）。每个Akamai服务器都配备了专有软件，该软件使用复杂的算法来处理附近用户的请求，然后提供请求的内容。

## 外部連結
- Akamai